# Oostenrijkse parlementsverkiezingen 1986
De dertiende verkiezingen van de Nationalrat, het parlement van Oostenrijk, vonden op 23 november 1986 plaats.
Het waren vervroegde verkiezingen die waren uitgeschreven na de breuk die was ontstaan in de coalitie van Sozialistische Partei Österreichs (SPÖ) en Freiheitliche Partei Österreichs (FPÖ). Na de verkiezing van de rechts-populist Jörg Haider tot partijleider van de FPÖ in september 1986 als opvolger van de gematigde Norbert Steger - die diende als vicekanselier in de bondsregering-Vranitzky I - bleek dat zowel de FPÖ als de SPÖ weinig zin meer te hebben in het voortzetten van de coalitie.
| Voornaamste partijen die deelnamen aan de verkiezingen | Voornaamste partijen die deelnamen aan de verkiezingen | Voornaamste partijen die deelnamen aan de verkiezingen |
| Partijnaam                                             | Afkorting                                              | Ideologische richting                                  |
| ------------------------------------------------------ | ------------------------------------------------------ | ------------------------------------------------------ |
| Österreichische Volkspartei                            | ÖVP                                                    | christendemocratie, liberaal conservatisme             |
| Sozialistische Partei Österreichs                      | SPÖ                                                    | sociaaldemocratie, democratisch socialisme             |
| Freiheitliche Partei Österreichs                       | FPÖ                                                    | liberaal conservatisme, nationaal liberalisme          |
| Die Grüne Alternative                                  | GRÜNE                                                  | groene politiek                                        |

## Uitslag
De verkiezingen kende twee grote winnaars: de FPÖ van Jörg Haider en Die Grüne Alternative onder aanvoering van Freda Meissner-Blau. De partij van Haider profiteerde van de breuk met de socialisten en ging van 12 naar 18 zetels in de Nationale Raad, terwijl de groenen van mevr. Meissner-Blau vanuit het niets 8 zetels wisten te veroveren.
Grote verliezers waren de SPÖ van bondskanselier Franz Vranitzky en de Österreichische Volkspartei (ÖVP) van Alois Mock. De SPÖ die sinds 1970 onafgebroken aan de macht was ging van 90 naar 80 zetels, terwijl de ÖVP - die al jaren oppositie voert - van 81 naar 77 zetels ging.
| Partijen | Partijen                                                  | Stemmen   | Percentage | Zetels | Verschil |
| --- | --------------------------------------------------------- | --------- | ---------- | ------ | -------- |
| | Sozialistische Partei Österreichs (SPÖ)                   | 2.092.024 | 43,11%     | 80     | 10       |
| | Österreichische Volkspartei (ÖVP)                         | 2.003.663 | 41,29%     | 77     | 4        |
| | Freiheitliche Partei Österreichs (FPÖ)                    | 472.205   | 9,73%      | 18     | 6        |
| | Die Grüne Alternative - Lijst Freda Meissner-Blau (GRÜNE) | 234.028   | 4,82%      | 8      | 8        |
| | Kommunistische Partei Österreichs (KPÖ)                   | 3.510     | 0,72%      | 0      | 0        |
| | Overige partijena                                         | 15.164    | 0,31%      | —      | —        |
| | Ongeldige stemmen/ blanco stemmen                         | 88.110    | —          | —      | —        |
| (opkomst 90,46%) | (opkomst 90,46%)                                          | 4.940.298 | 100%       | 183    |          |
| a Aktionsliste „Mir reicht’s!“ (MIR), Die Grünalternativen - Demokratische Liste en VGÖ - VÖGA - Unabhängige Gemeinderäte |                                                           |           |            |        |          |

## Coalitievorming
Bondskanselier Franz Vranitzky (SPÖ) formeerde een kabinet dat bestond uit de SPÖ en de ÖVP. Dit kabinet trad op 21 januari 1987 aan en werd door bondspresident Kurt Waldheim beëdigd.

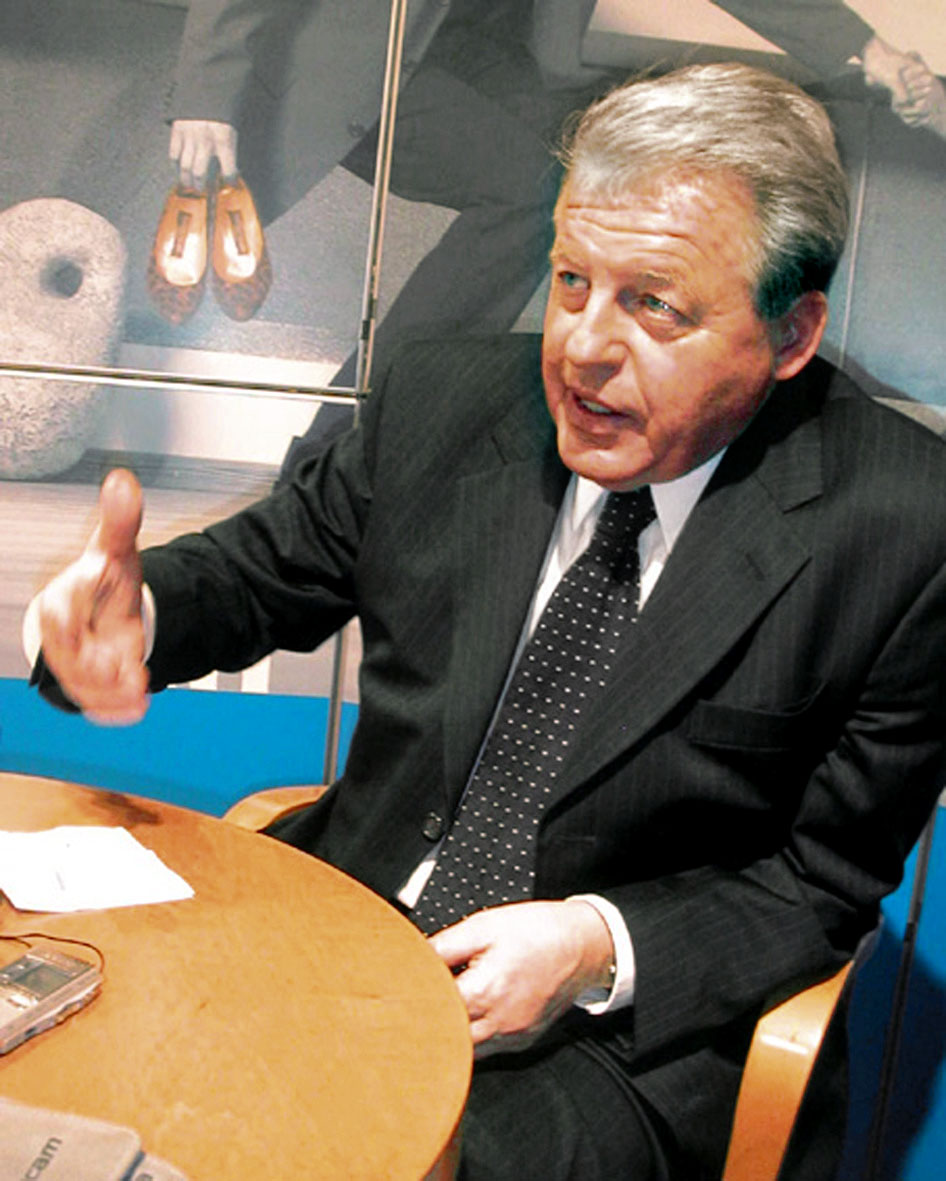
Bondskanselier Franz Vranitzky (SPÖ)
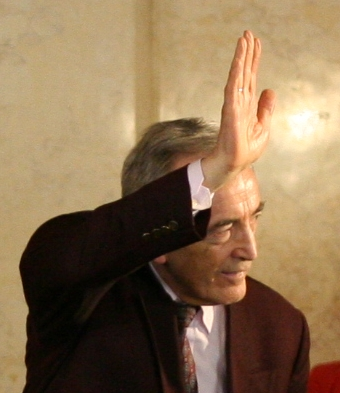
Vicekanselier Alois Mock (ÖVP)